# St Martin-in-the-Fields
St Martin-in-the-Fields es una iglesia anglicana situada en la esquina noreste de Trafalgar Square, en la Ciudad de Westminster, Londres. Está dedicada a San Martín de Tours (Inglaterra).

## Historia
La primera iglesia fue efectivamente construida “in the fields” (en el campo), fuera del perímetro de la ciudad. El edificio actual fue construido en 1721, en estilo neoclásico (west front consta de 3 partes: krepis, columna y entablamento). El arquitecto James Gibbs fue también autor de la Cámara Radcliffe de Oxford. 
El diseño fue bastante criticado en su época, pero posteriormente se hizo famoso y fue copiado de forma particularmente frecuente en Estados Unidos. En la India, St Andrew's Church, en el barrio Egmore de Chennai (Madrás), es una copia de esta iglesia.
En esta iglesia fue bautizado Carlos II de Inglaterra y George I fue sacristán (aunque apenas ejerció); actualmente la iglesia mantiene fuertes conexiones reales y navales (hay una caja real a la izquierda del altar y una del admirantazgo a la derecha).
Por su situación destacada, St Martin-in-the-Fields es una de las iglesias más famosas de Londres. También es conocida por su trabajo en favor de las personas sin hogar, a través de su centro The Connection at St Martin-in-the-Fields.
En esta iglesia sir Neville Marriner dio en 1956 sus primeros conciertos de música barroca con su Academy of St Martin in the Fields.

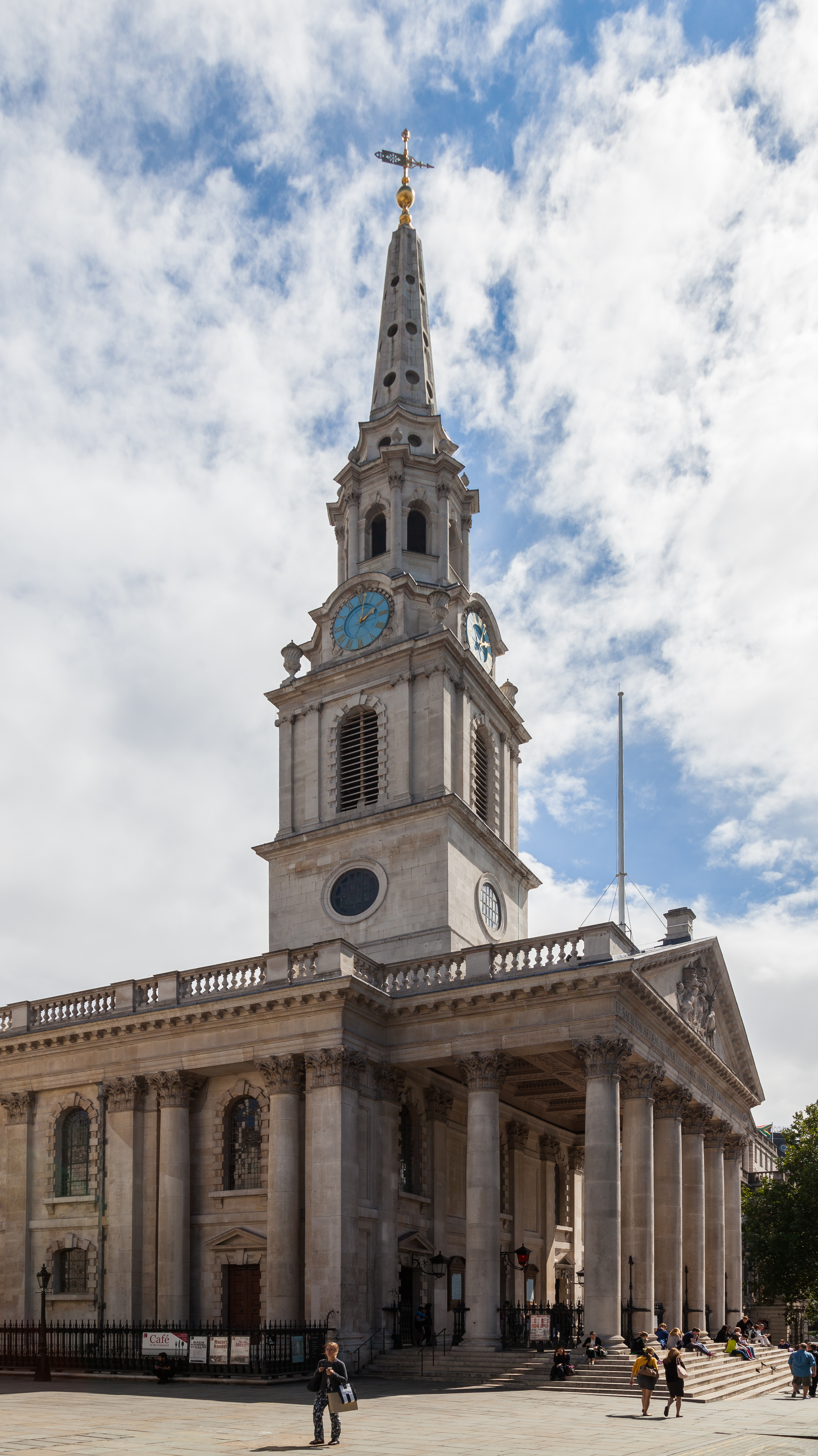
Vista del exterior.

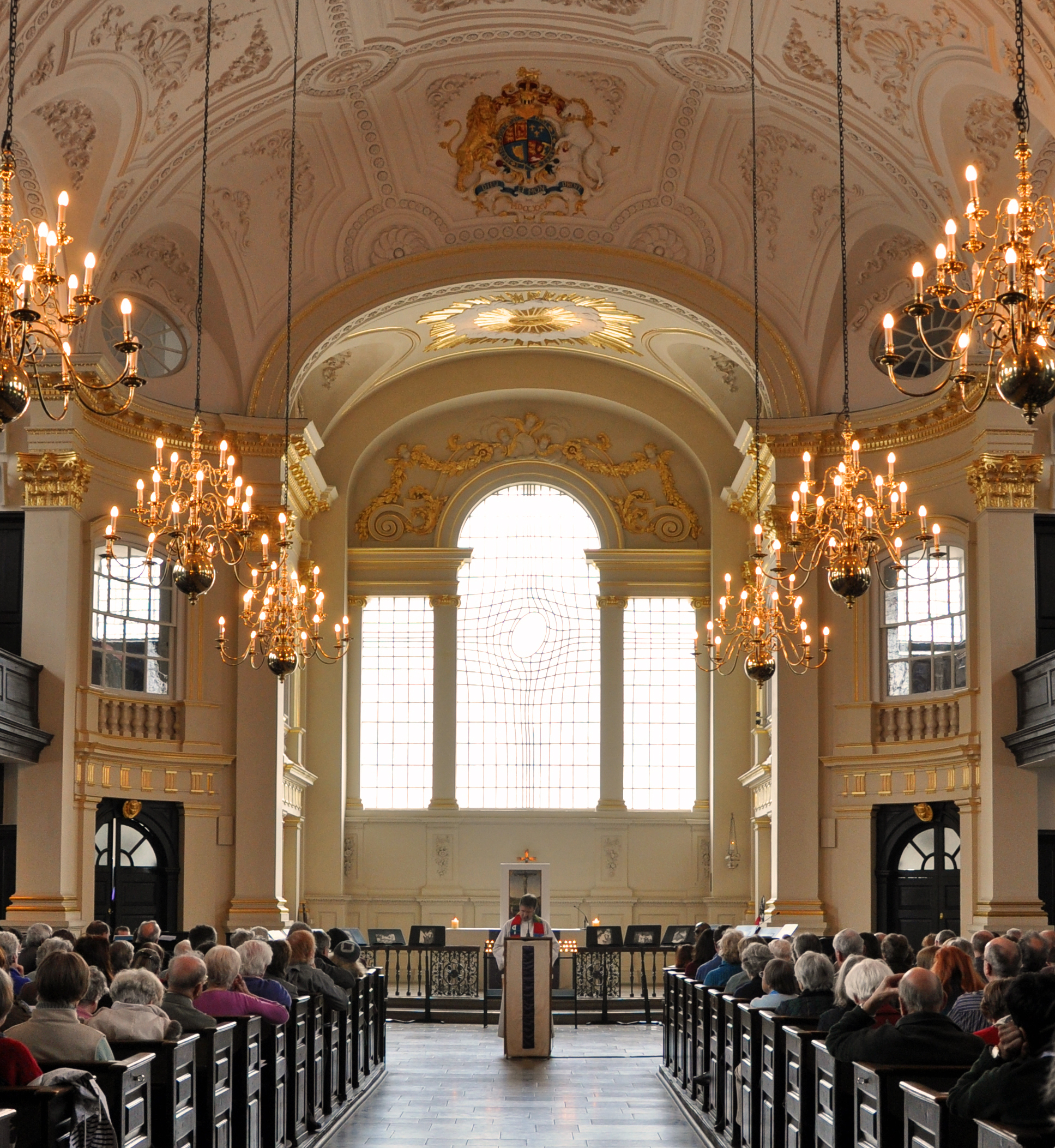
Interior.